# NKトログラヴ1918リヴノ
NKトログラヴ1918リヴノ（NK Troglav 1918 Livno）は、ボスニア・ヘルツェゴビナのボスニア・ヘルツェゴビナ連邦第十県リヴノをホームタウンとするサッカークラブである。
ユーゴスラビア時代にはユーゴスラビア・ドルガ・リーガ、ボスニア・ヘルツェゴビナ独立後にはプレミイェル・リーガに所属したことがある。

## 歴史
1918年にSKトログラヴ (Sportski klub Troglav) として創設されたが、最初の公式戦は1921年まで行われなかった
。
1996-97シーズンにクプ・ヘルツェグ＝ボスネ決勝でHNKオラシエに1-0で勝利して優勝した。
2013-14シーズンはプルヴァ・リーガFBiHに所属していたが、後半戦の第19節ブラツトヴォ・グラチャニツァ戦、第20節GOŠKガベラ戦の2試合を放棄したため、ボスニア・ヘルツェゴビナサッカー連盟 (NS/FS BiH) のサッカー競技に関する規則の第68条により大会から撤退したと見做され、同第67条により既に開催された試合結果はそのまま登録、今後予定されている試合はすべて0-3のスコアで登録されることが決定された。最終的に30試合1勝2分27敗の勝ち点5で16チーム中最下位に終わった。
2014年にクラブ名に創設年の「1918」が追加され、NKトログラヴ1918 (NK Troglav 1918) に改称された。クラブの紋章にはトログラヴ、クロアチアの国章のシャホヴニツァ (šahovnica) が描かれている。

## 獲得タイトル
- クプ・ヘルツェグ＝ボスネ：1回
  - 1996-97